# Göran Nilsson (jurist)
Karl Göran Nilsson, född 26 maj 1947 i Vreta klosters församling i Östergötlands län, är en svensk jurist som var lagman i Norrtälje tingsrätt 2010–2014 och därefter verksam i Södertörns tingsrätt.
Nilsson utnämndes till rådman i Stockholms tingsrätt 30 januari 1992. Han utnämndes 14 oktober 2010 till lagman i Norrtälje tingsrätt.
Ska inte förväxlas med hovrättsrådet Göran Nilsson, Hovrätten för Västra Sverige.